# Peugeot 3008 I
Pour les articles homonymes, voir Peugeot 3008.
Le Peugeot 3008 est une voiture du constructeur automobile français Peugeot. Il s'agit d'un véhicule de type crossover, à mi-chemin entre un monospace compact et un SUV. Sa sortie commerciale a lieu le 30 avril 2009. Sa première présentation sous forme de concept car nommé Prologue est réalisée au Mondial de l'automobile de Paris 2008. C'est le premier SUV de conception Peugeot, il succède au Peugeot 4007, un Mitsubishi Outlander II rebadgé.
Sa fabrication est réalisée dans l'usine PSA de Sochaux (Franche-Comté) jusqu'à fin 2016 et à l'usine DPCA de Wuhan en Chine par Dongfeng Peugeot-Citroën Automobiles (DPCA) pour le marché local de fin 2012 à 2020.
Elle a reçu cinq étoiles sur cinq aux tests de l'Euro NCAP et a le label Origine France Garantie. Elle bénéficie d'un restylage à l'automne 2013.

## Concept Prologue

### Design

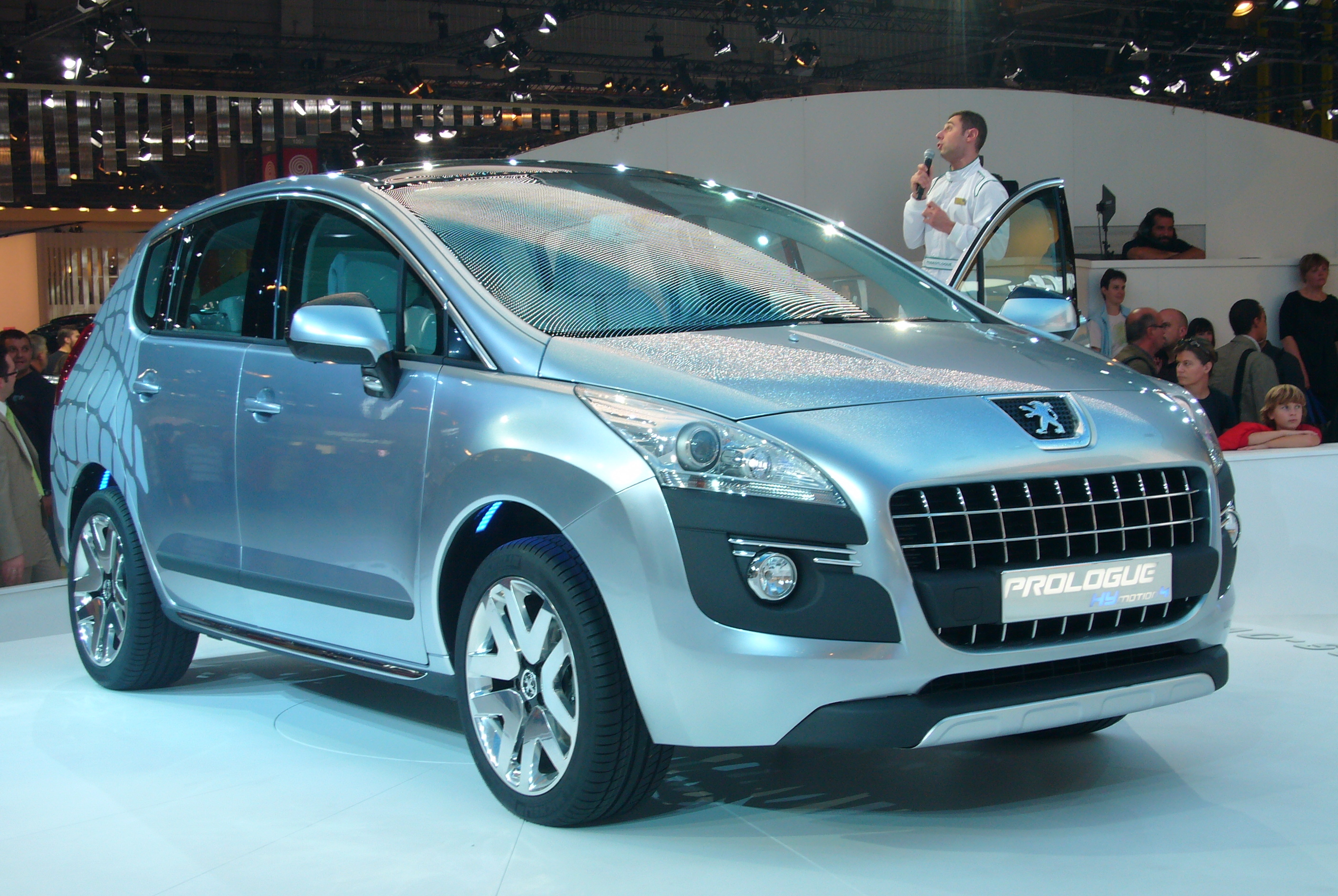
Peugeot Prologue.

La Peugeot Prologue est un show car annonçant le 3008 de série. Il a une calandre proéminente formée d'une grille chromée, et d'imposants phares « en amande ». La calandre de cette Peugeot est par ailleurs moins large que sur les modèles précédents. Les flancs du véhicule sont très peu sculptés, à l'exception du galbe des ailes.
L'intérieur est totalement nouveau avec une imposante console centrale légèrement inclinée, équipée d'une poignée de maintien particulièrement proéminente.
La version de série de ce crossover adopte un design très proche du concept Prologue.

## Dénomination
Par son positionnement dans la gamme de Peugeot, prend l’appellation de 3008 :
- le « 3 » identifie l’appartenance à la gamme moyenne compacte de Peugeot ;
- le « 00 » désigne une voiture différente et originale, tout comme l'ont été les 1007 et 4007, en extension à la gamme « classique » de Peugeot ;
- le « 8 » précise la génération au sein de la gamme actuelle.

Son nom de code en interne est « T84 ».

## Liaisons au sol
Dans toute la gamme, les liaisons au sol sont composées d’un train avant pseudo Mac-Pherson et d’un train arrière à traverse déformable.
La 3008 équipée du 2 L HDi FAP ou du 1,6 L THP dispose du système Dynamic Rolling Control, situé sur le train arrière. Ce système tente de diminuer le roulis sans diminuer le confort d’amortissement. Avec ces motorisations, la direction hydraulique à assistance variable est assurée par un groupe électropompe de puissance supérieure (710 watts) pour un agrément et une maniabilité augmentés. Le freinage est assuré à l’avant par des disques ventilés de 302 mm de diamètre et de 26 mm d’épaisseur.

## Sécurité
La 3008 a reçu cinq étoiles dans le cadre du nouveau protocole Euro NCAP de 2009. Elle peut embarquer le service Peugeot Urgence, inclus avec le système télématique WIP Com 3D.

## Restylage en 2013
La 3008 reçoit une version restylée présentée au Salon de Francfort en septembre 2013. Il s'agit de la 3008 restylée Hybride4, avec un moteur amélioré et de nouveaux équipements technologiques. La version Hybrid4 conserve un 2.0 HDi de 163 ch, assisté d'un moteur électrique de 37 ch qui anime les roues arrière.

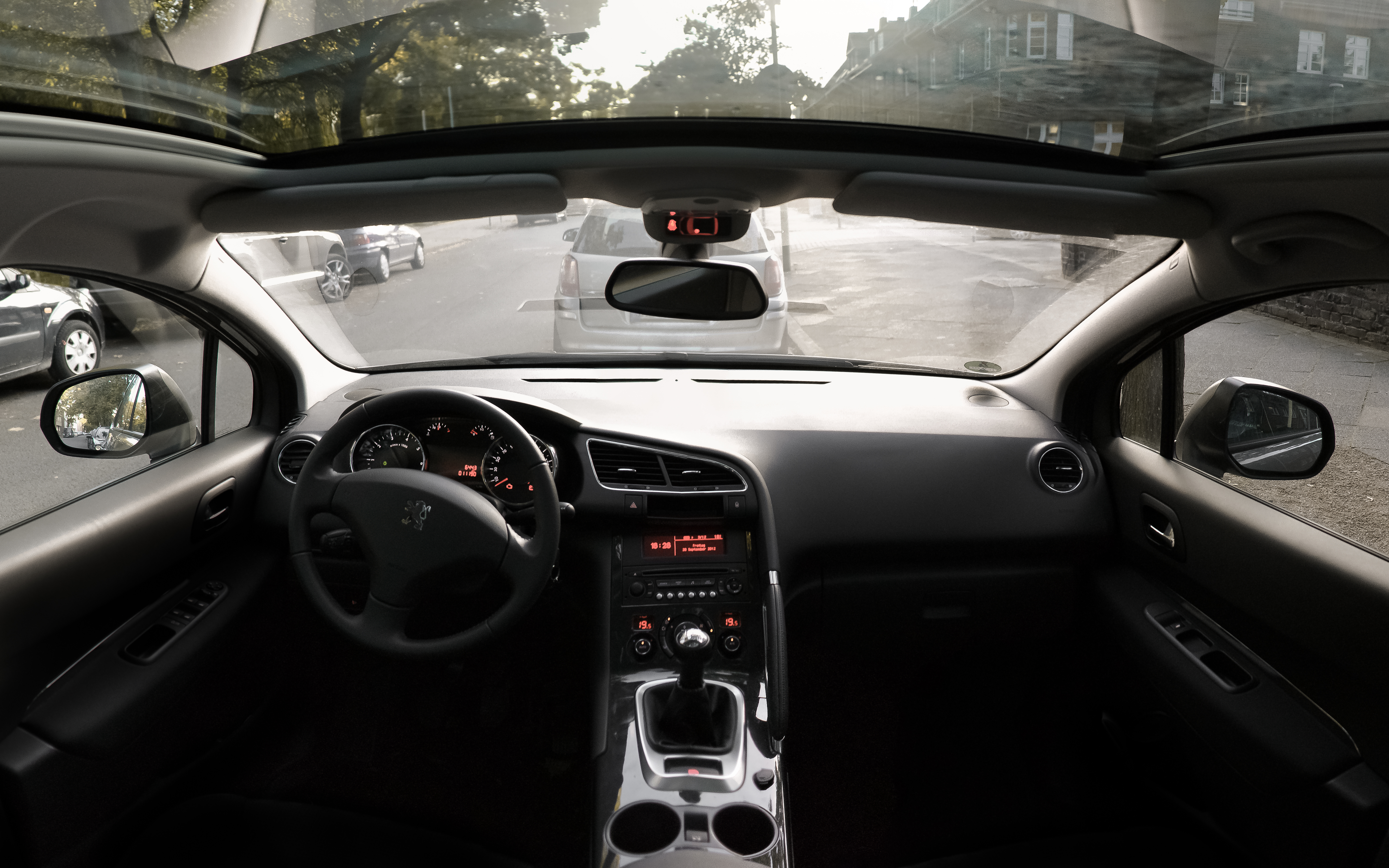
Intérieur du Peugeot 3008.
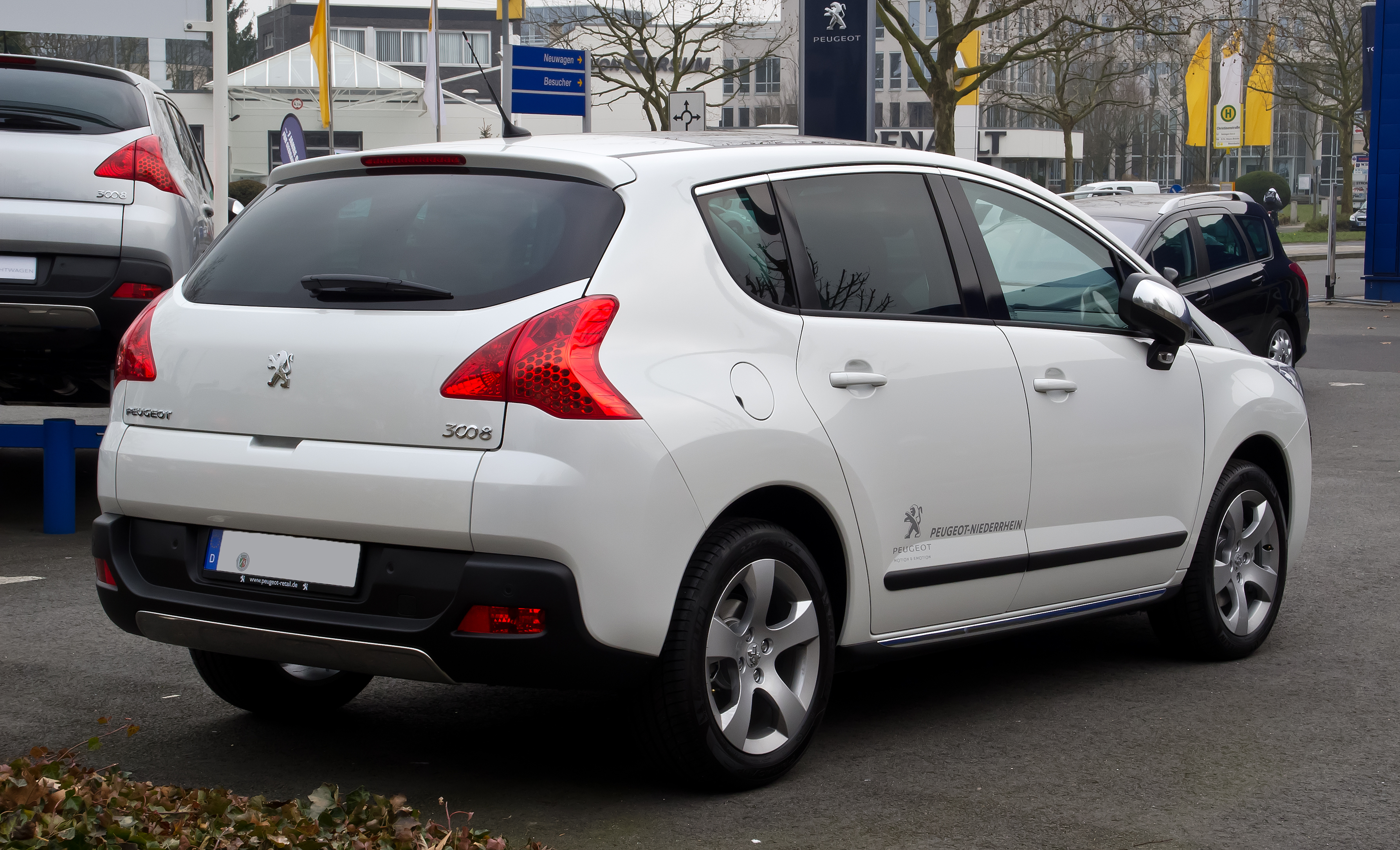
3/4 arrière de la phase.
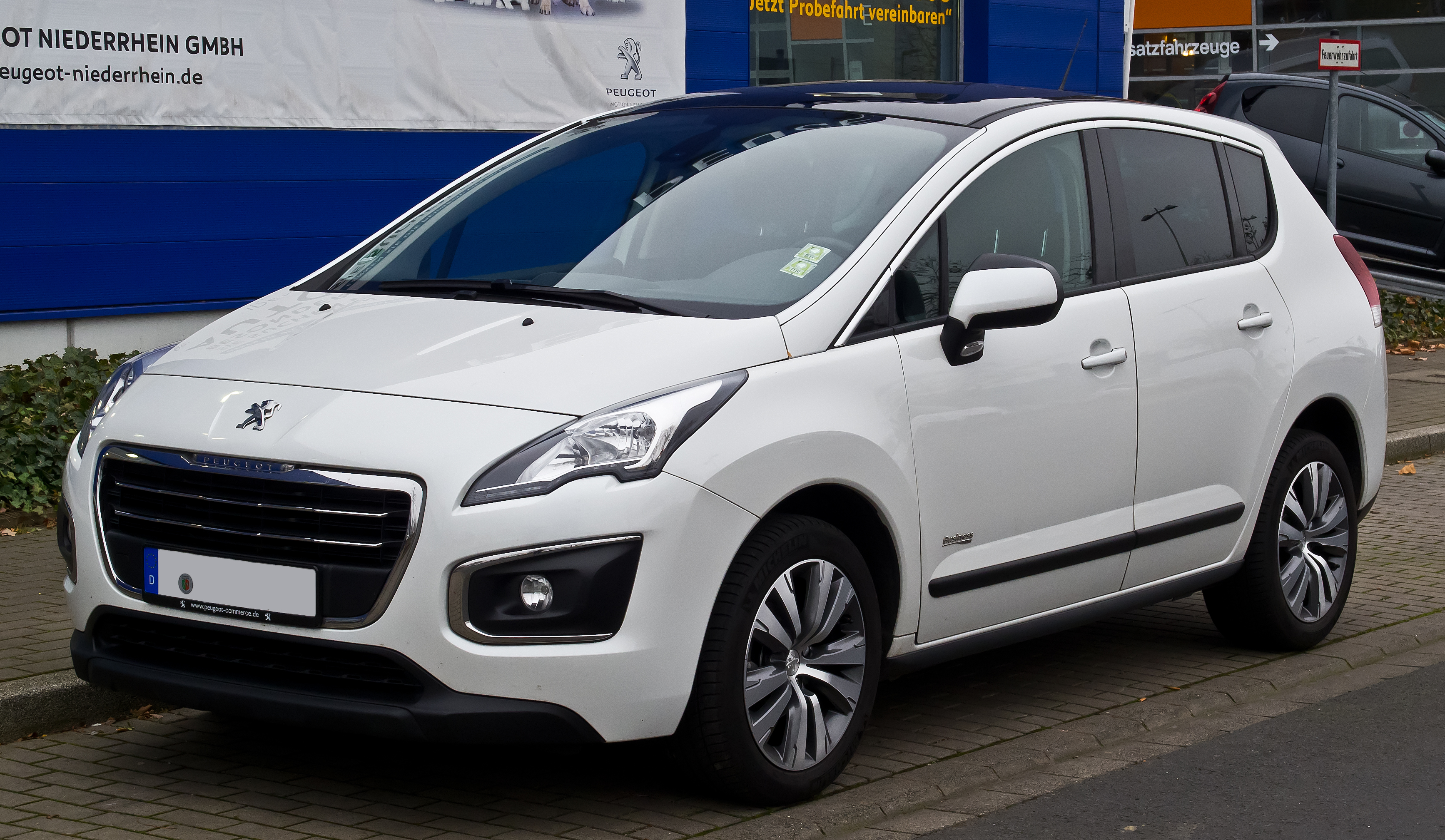
Peugeot 3008 I phase 2.
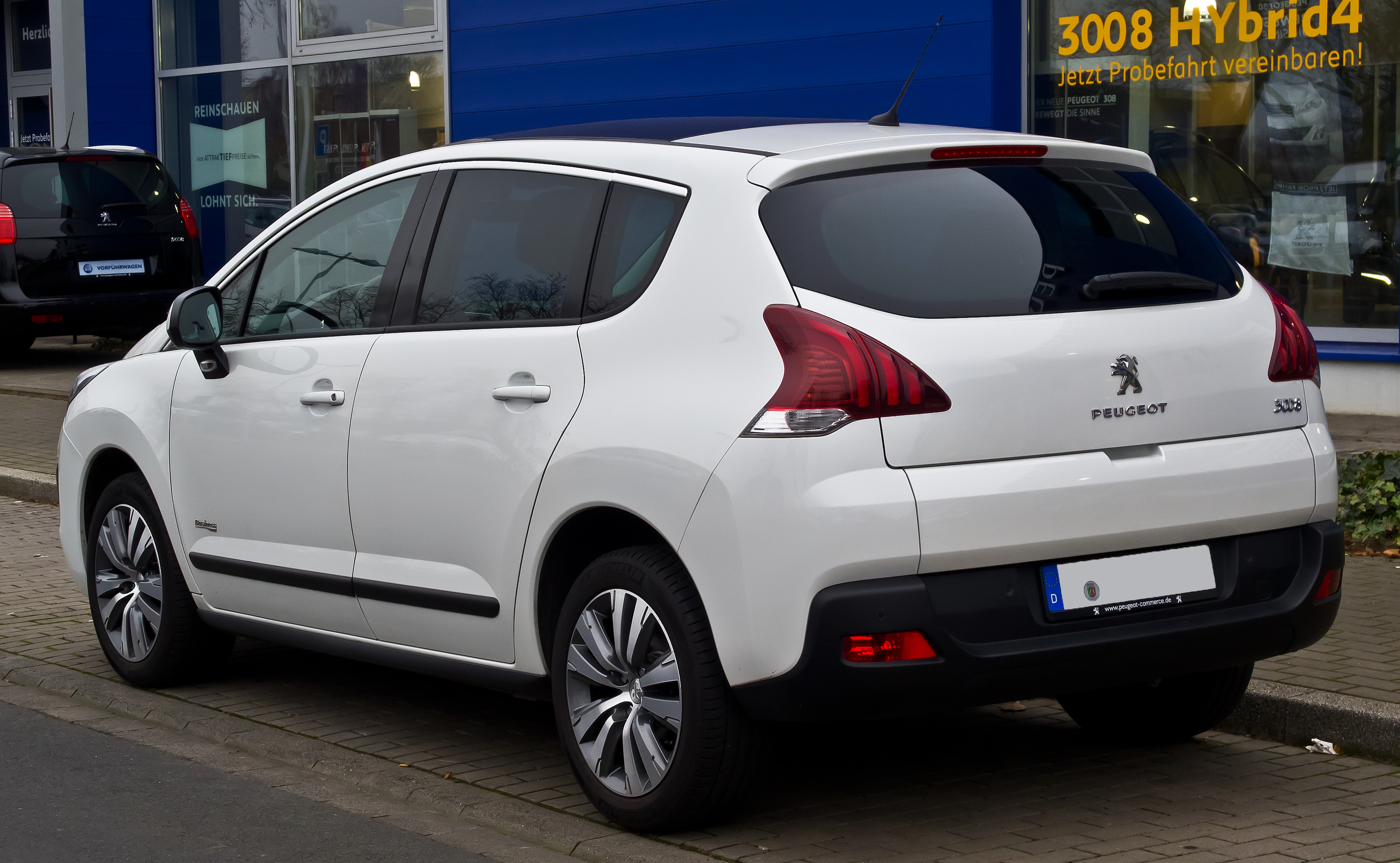
Peugeot 3008 I phase 2.

## Caractéristiques techniques
|                                     |                                                                   | Essence                                          | Essence                                          | Essence                                          | Essence                                          | Diesel                                           | Diesel                                           | Diesel                                           | Diesel                                           | Diesel                                           | Diesel                                           | Diesel                                           |
|                                     |                                                                   | 1.2 THP 130 BVM6 EB2DTS                          | 1.6 VTi "120" BVM5 EP6C                          | 1.6 THP "156" BVM6 EP6CDT                        | 1.6 THP "165" BVA6 EP6FDT                        | 1.6 HDi FAP "115" BVM6 DV6TED4                   | 1.6 BlueHDi "120"                                | 2.0 HDi "136"                                    | 2.0 BlueHDi "136"                                | 2.0 HDi FAP "150" BVM6 DW10DTED4                 | 2.0 BlueHDi "150"                                | 2.0 HDi FAP "160" BVA6 DW10CTED4                 |
| ----------------------------------- | ----------------------------------------------------------------- | ------------------------------------------------ | ------------------------------------------------ | ------------------------------------------------ | ------------------------------------------------ | ------------------------------------------------ | ------------------------------------------------ | ------------------------------------------------ | ------------------------------------------------ | ------------------------------------------------ | ------------------------------------------------ | ------------------------------------------------ |
| Généralités                         | Cylindrée (cm3)                                                   | 1 199                                            | 1 598                                            | 1 598                                            | 1 598                                            | 1 560                                            | 1 560                                            | 1 997                                            | 1 997                                            | 1 997                                            | 1 997                                            | 1 997                                            |
| Généralités                         | Puissance maxi en kW (ou ch) / régime (tr/min)                    | 96 (130) / 5 500                                 | 88 (120) / 6 000                                 | 115 (156) / 5 800                                | 122 (165) / 6 000                                | 80 (112/115) / 4 000                             | 90 (120) / 3 500                                 | 100 (136) / 4000                                 | 100 (136) / 4000                                 | 110 (150) / 4000                                 | 110 (150) / 4000                                 | 120 (163) / 3 750                                |
| Généralités                         | Couple maxi (N m) / régime (tr/min)                               | 230 / 1 750                                      | 160 / 4 250                                      | 240 / 1 400                                      | 240 / 1 400                                      | 270 - 285 / 1 750                                | 285 - 300 / 1 750                                | 340 / 2 000                                      | 370 / 2 000                                      | 340 / 2 000                                      | 370 / 2 000                                      | 340 / 2 000                                      |
| Généralités                         | Boîte de vitesses                                                 | BVM6                                             | BE4 / 5N 5 manuelle                              | MCM / B / 6 manuelle AT6 automatique             | BVA6 (EAT6)                                      | BVM6 ETG6                                        | BVM6 ETG6                                        | ML6C 6 manuelle                                  | ML6C 6 manuelle                                  | ML6C 6 manuelle                                  | BVM6                                             | AM6C 6 automatique                               |
| Généralités                         | Catégorie administrative (CV)                                     | 6                                                | 7                                                | 9                                                | 9                                                | 6                                                | 6                                                | 8                                                | 8                                                | 8                                                | 8                                                | 10                                               |
| Généralités                         | Pneumatiques                                                      | 215 / 60 R16 - 225 / 50 R17 - 235 / 45 R18       | 215 / 60 R16 - 225 / 50 R17 - 235 / 45 R18       | 215 / 60 R16 - 225 / 50 R17 - 235 / 45 R18       | 215 / 60 R16 - 225 / 50 R17 - 235 / 45 R18       | 215 / 60 R16 - 225 / 50 R17 - 235 / 45 R18       | 215 / 60 R16 - 225 / 50 R17 - 235 / 45 R18       | 215 / 60 R16 - 225 / 50 R17 - 235 / 45 R18       | 215 / 60 R16 - 225 / 50 R17 - 235 / 45 R18       | 215 / 60 R16 - 225 / 50 R17 - 235 / 45 R18       | 215 / 60 R16 - 225 / 50 R17 - 235 / 45 R18       | 215 / 60 R16 - 225 / 50 R17 - 235 / 45 R18       |
| Performances (données constructeur) | Vitesse maximale (km/h)                                           | 195                                              | 185                                              | 202                                              | 196                                              | 181/183                                          | 181/183                                          | 195                                              | 195                                              | 195                                              | 195                                              | 190                                              |
| Performances (données constructeur) | Accélérations (secondes) : 1 000 m départ arrêté                  | 32,3                                             | 33,2                                             | 30,2/30,9                                        | 30,6                                             | 33,7                                             | 33,5 34,1                                        | 32                                               | 31,8                                             | 31,1                                             | 31,1                                             | 31,6                                             |
| Performances (données constructeur) | Accélérations (secondes) : 0 à 100 km/h                           | 10,8                                             | 11,8                                             | 8,9/9,5                                          | 9,6                                              | 12,2 12,6                                        | 12 12,4                                          | 9,7                                              | 10,4                                             | 9,7                                              | 9,7                                              | 10,2                                             |
| Consommations                       | ECE - consommation urbaine (l/100 km)                             | 6,5                                              | 9,4                                              | 9,9 / 10 10,7 / 10,8                             | 7,4                                              | 6,4 / 4,5                                        | 4,6 4,5                                          | 6,8                                              | 4,7                                              | 6,9 / 7                                          | 4,9 5,2                                          | 8,5 / 8,6                                        |
| Consommations                       | EUDC - consommation extra urbaine (l/100 km)                      | 4,6                                              | 5,5                                              | 5,6 / 5,8 6 / 6,1                                | 5,1                                              | 4,6 / 4                                          | 3,8 4                                            | 4,5                                              | 3,7                                              | 4,6 / 4,7                                        | 3,8 3,8                                          | 5,4 / 5,5                                        |
| Consommations                       | Consommation mixte (l/100 km)                                     | 5,3                                              | 6,9                                              | 7,1 / 7,3 7,7 / 7,8                              | 6                                                | 5,2 / 4,2                                        | 4,1 4,2                                          | 5,3                                              | 4,1                                              | 5,4 / 5,5                                        | 4,2 4,4                                          | 6,5 / 6,6                                        |
| Consommations                       | Émissions de CO2 (g/km)                                           | 123                                              | 159                                              | 167 / 169 178 / 182                              | 138                                              | 135 / 110                                        | 108 109                                          | 139                                              | 106                                              | 142 / 145                                        | 109                                              | 169 / 172                                        |
| Consommations                       | Capacité du réservoir (l)                                         | 60                                               | 60                                               | 60                                               | 60                                               | 60                                               | 60                                               | 60                                               | 60                                               | 60                                               | 60                                               | 60                                               |
| Dimensions (m)                      | Longueur hors tout                                                | 4,365                                            | 4,365                                            | 4,365                                            | 4,365                                            | 4,365                                            | 4,365                                            | 4,365                                            | 4,365                                            | 4,365                                            | 4,365                                            | 4,365                                            |
| Dimensions (m)                      | Largeur caisse aux poignées / avec rétroviseurs repliés / dépliés | 1,837 / 1,910 / 2,113                            | 1,837 / 1,910 / 2,113                            | 1,837 / 1,910 / 2,113                            | 1,837 / 1,910 / 2,113                            | 1,837 / 1,910 / 2,113                            | 1,837 / 1,910 / 2,113                            | 1,837 / 1,910 / 2,113                            | 1,837 / 1,910 / 2,113                            | 1,837 / 1,910 / 2,113                            | 1,837 / 1,910 / 2,113                            | 1,837 / 1,910 / 2,113                            |
| Dimensions (m)                      | Hauteur en ordre de marche (avec les pleins)                      | 1,639                                            | 1,639                                            | 1,639                                            | 1,639                                            | 1,639                                            | 1,639                                            | 1,639                                            | 1,639                                            | 1,639                                            | 1,639                                            | 1,639                                            |
| Dimensions (m)                      | Empattement                                                       | 2,613                                            | 2,613                                            | 2,613                                            | 2,613                                            | 2,613                                            | 2,613                                            | 2,613                                            | 2,613                                            | 2,613                                            | 2,613                                            | 2,613                                            |
| Dimensions (m)                      | Porte-à-faux AV / Porte-à-faux AR                                 | 0,916 / 0,836                                    | 0,916 / 0,836                                    | 0,916 / 0,836                                    | 0,916 / 0,836                                    | 0,916 / 0,836                                    | 0,916 / 0,836                                    | 0,916 / 0,836                                    | 0,916 / 0,836                                    | 0,916 / 0,836                                    | 0,916 / 0,836                                    | 0,916 / 0,836                                    |
| Dimensions (m)                      | Voie AV / Voie AR                                                 | 16" : 1,526 / 1,521 ; 17" et 18" : 1,532 / 1,527 | 16" : 1,526 / 1,521 ; 17" et 18" : 1,532 / 1,527 | 16" : 1,526 / 1,521 ; 17" et 18" : 1,532 / 1,527 | 16" : 1,526 / 1,521 ; 17" et 18" : 1,532 / 1,527 | 16" : 1,526 / 1,521 ; 17" et 18" : 1,532 / 1,527 | 16" : 1,526 / 1,521 ; 17" et 18" : 1,532 / 1,527 | 16" : 1,526 / 1,521 ; 17" et 18" : 1,532 / 1,527 | 16" : 1,526 / 1,521 ; 17" et 18" : 1,532 / 1,527 | 16" : 1,526 / 1,521 ; 17" et 18" : 1,532 / 1,527 | 16" : 1,526 / 1,521 ; 17" et 18" : 1,532 / 1,527 | 16" : 1,526 / 1,521 ; 17" et 18" : 1,532 / 1,527 |
| Poids (kg)                          | Masse à vide (avec les pleins)                                    | 1400                                             | 1 399                                            | 1 459 1 480                                      | 1450                                             | 1 421 1422                                       | 1 420                                            | 1 529                                            | 1 500                                            | 1 529                                            | 1530                                             | 1 539                                            |
| Aérodynamique                       | SCx surface de traînée (m2)                                       | -                                                | 0,785                                            | 0,795                                            | -                                                | 0,787 0,760                                      | ?                                                | ?                                                | ?                                                | 0,783                                            | ?                                                | 0,783                                            |

### Motorisation
L'offre de la 3008 comporte six groupes motopropulseurs constitués autour de deux moteurs à essence, et de trois moteurs Diesel HDi FAP.
Tous ces moteurs quatre cylindres sont coiffés d’une culasse dotée de deux arbres à cames en tête et de 16 soupapes.
D'après le constructeur la 3008 1,6 litre HDi FAP 80 kW (110 ch) BMP6 consomme, en cycle mixte, 4,9 l/100 km soit 130 g/km de CO2.

#### Diesel HDi FAP
2.0 HDi FAP110 kW (150 ch) BVM6 ou 120 kW (163 ch) en BVA 6 – DW10DTED4 ML6C ou DW10CTED4 AM6C
D’une cylindrée de 1 997 cm3, ce moteur développe une puissance maximale de 150 ch (110 kW) à 3 750 tr/min (et même 163 ch/120 kW lorsqu’il est associé à la boîte automatique à six vitesses) ainsi qu’un couple maximum de 340 N m à 2 000 tr/min.
Ce moteur, qui répondait dès sa sortie aux normes Euro 5, est une évolution profonde du « DW10B », le 2.0 HDi de 136 ch (100 kW), connu sur d’autres modèles. Ainsi, la culasse, l’attelage mobile (bielles et pistons), l’admission, l’échappement, la distribution, le carter ont été entièrement repensés. Pour obtenir ces performances, ce moteur comprend également un turbocompresseur à géométrie variable, une pompe haute pression pilotée électroniquement (permettant une pression maximale de 2 000 bars dans la rampe commune selon la charge demandée) ou encore des injecteurs à solénoïde à huit trous.
Ce 2.0 HDi FAP est proposé avec une boîte six vitesses manuelle ou automatique. Cette boîte automatique à commande séquentielle « Tiptronic system Porsche » vient compléter l’offre diesel de la 3008.
1.6 HDi FAP 80 kW (110 ch) BVM6 ou BMP6 – DV6TED4 MCM ou MCP
Délivrant une puissance maximale de 110 ch (80 kW) à 4 000 tr/min, ce HDi de 1 560 cm3, équipé du filtre à particules, il se caractérise par un couple maximal de 240 N m dès 1 750 tr/min (voire 260 N m grâce à l’overboost). Ces caractéristiques sont atteintes par des technologies telles qu’un turbocompresseur à géométrie variable et un système d’injection directe à haute pression (jusqu’à 1 600 bars).
Ce bloc est accouplé avec deux nouvelles boîtes de vitesses manuelle ou robotisée à six rapports apparues en 2008.
La « MCM » est une boîte de vitesses manuelle.
La version « robotisée » de celle-ci, la BMP6, permet la suppression de la pédale d’embrayage, et constitue ainsi une alternative économique aux boîtes automatiques classiques avec ses deux modes : manuel ou automatique. Elle permet de changer de rapport à tout moment en agissant sur le levier de vitesse ou sur les palettes situées derrière le volant. Il s'agit d'une boîte robotisée à un seul embrayage.
En mode automatisé, la boîte de vitesses pilotée permet, grâce à sa gestion électronique optimisant le moment du passage des vitesses, un gain de consommation par rapport à une boîte manuelle classique.
Finalement, d'après le constructeur, ce moteur consomme, associé à cette BMP6, 4,9 l/100 km en cycle mixte soit 130 g/km de CO2.

#### Essence
1,6 L THP 115 kW (156 ch) BVM6 ou BVA6 – EP6DT MCM ou AT6
Le 1,6 LTHP (pour « Turbo High Pressure »), d’une cylindrée de 1 598 cm3, peut équiper la 3008 avec un couple maximal de 240 N m disponible dès 1 400 tr/min. Il développe 156 ch (115 kW) à 5 800 tr/min ; il est équipé d'un turbocompresseur de type Twin-Scroll et d'un système d’injection directe d’essence à haute pression. Le passage aux normes Euro 5 lui a fait gagner 5 kW par rapport à la version Euro 4, tout en réduisant ses émissions.
Il est disponible à la fois en boîte manuelle et en boîte automatique, toutes deux dotées de six rapports.
1,6 L VTi  88 kW (120 ch) BVM5 – EP6 BE
Le 1,6 L VTi (pour « Variable Valve Lift and Timing injection ») est un moteur atmosphérique à injection indirecte disposant d’une puissance maximale de 120 ch (88 kW) à 6 000 tr/min et d’un couple maximum de 160 N m à 4 250 tr/min. À 2 000 tr/min, ce couple atteint déjà 140 N m, soit 88 % du couple maximum.
Outre son système de distribution à calage variable en continu (VVT) sur les arbres à cames d’admission et d’échappement, un système de levée variable des soupapes d’admission (issu de la technologie Valvetronic de BMW Group) permet de régler graduellement leur course maximale en fonction de la sollicitation de la pédale d’accélérateur. L’association des deux VVT combinés au système de levée variable des soupapes d’admission permet d’améliorer le rendement thermodynamique d’un moteur essence, en abaissant significativement ses consommations (surtout dans les phases de charge partielle), donc les émissions de CO2, et en garantissant une réponse plus spontanée pour une plus grande souplesse du moteur.[réf. nécessaire]
Dès son lancement sur la 3008, ce 1,6 litre VTi répondait aux normes Euro 5.

#### Hybride
La 3008 est la première voiture du groupe PSA à être équipée d'un moteur hybride Diesel. La Peugeot 3008 HYbrid4 est commercialisée en France depuis décembre 2011. Elle est équipée d'une batterie NiMH, d'un moteur électrique de 37 kW actionnant exclusivement les roues arrière et pèse 1 660 kg. PSA prévoit de vendre en Europe 33 000 unités par an de 3008 équipées de cette technologie.

## En Chine
La 3008 est dans un premier temps importée d'Europe vers la Chine lors de sa phase 1. En mars 2011, la Peugeot 3008 reçoit le prix de « Meilleur crossover importé de l’année » en Chine, organisé par le China Council for the Promotion of International Trade et Sohu Auto. La Peugeot 3008 a reçu près d'un tiers des voix.
Dès la fin 2012, Dongfeng Peugeot produit la 3008 localement dans une version restylée inédite ressemblant à la version de base de la Peugeot 308 II. Cette version spécifiquement destinée à la Chine est présentée au Salon de l'automobile de Guangzhou en novembre 2012. Elle diffère de la version européenne au niveau de la calandre, de la vitre de custode et de sa longueur (4,43 m). Elle propose deux moteurs essence, le 2.0 143 ch et le 1.6 163 ch.
La 3008 chinoise profite d'un restylage dévoilé au salon de Pékin le 25 avril 2016. Les évolutions concernent notamment une nouvelle calandre chromée plus verticale, proche de celle présentée sur les nouvelles Peugeot 2008 restylée, une nouvelle signature lumineuse arrière et l'apport de nouvelles aides à la conduite, telles que la vision à 360° et l'alerte anti-collision.

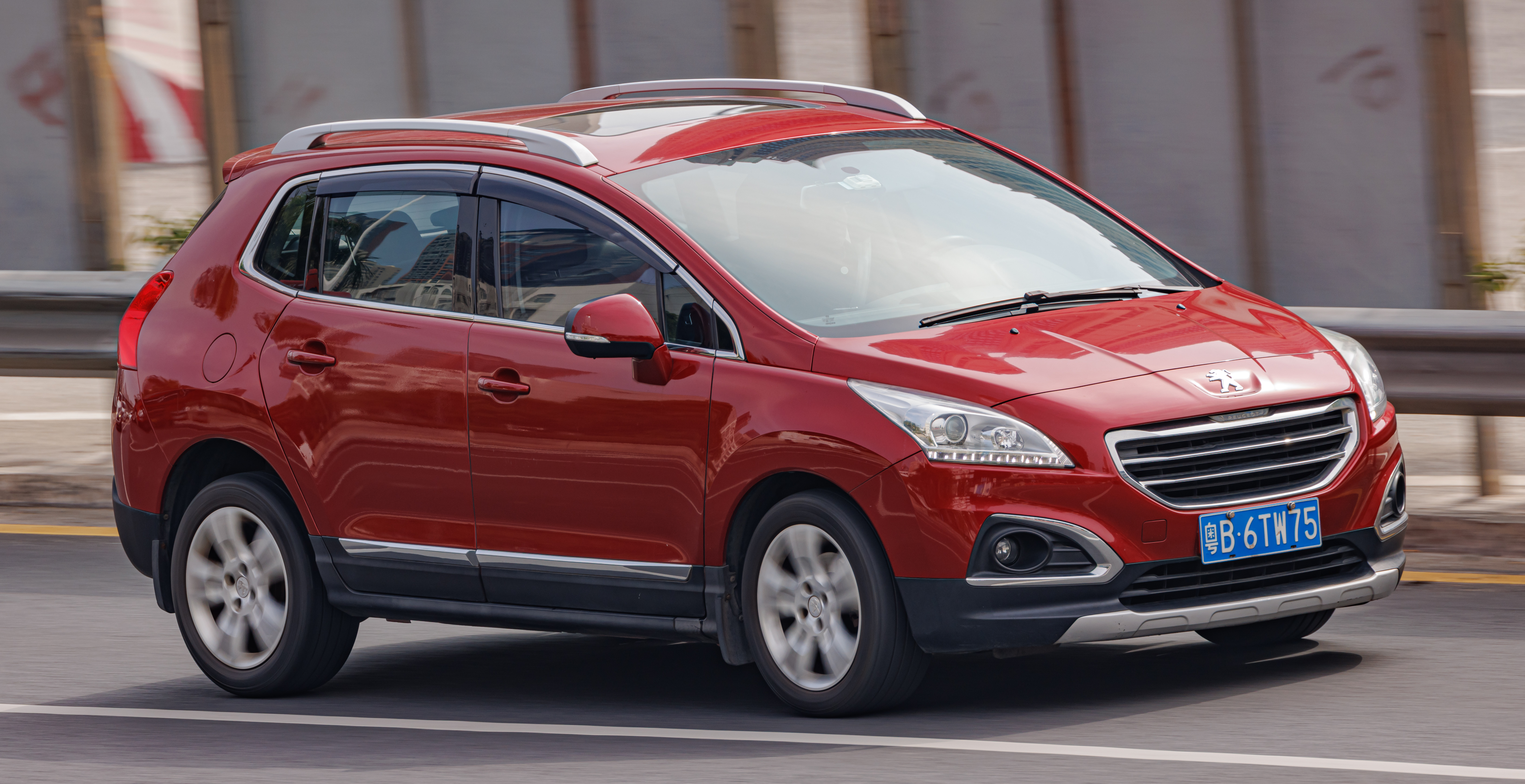
Peugeot 3008 I phase 2 (Chine)
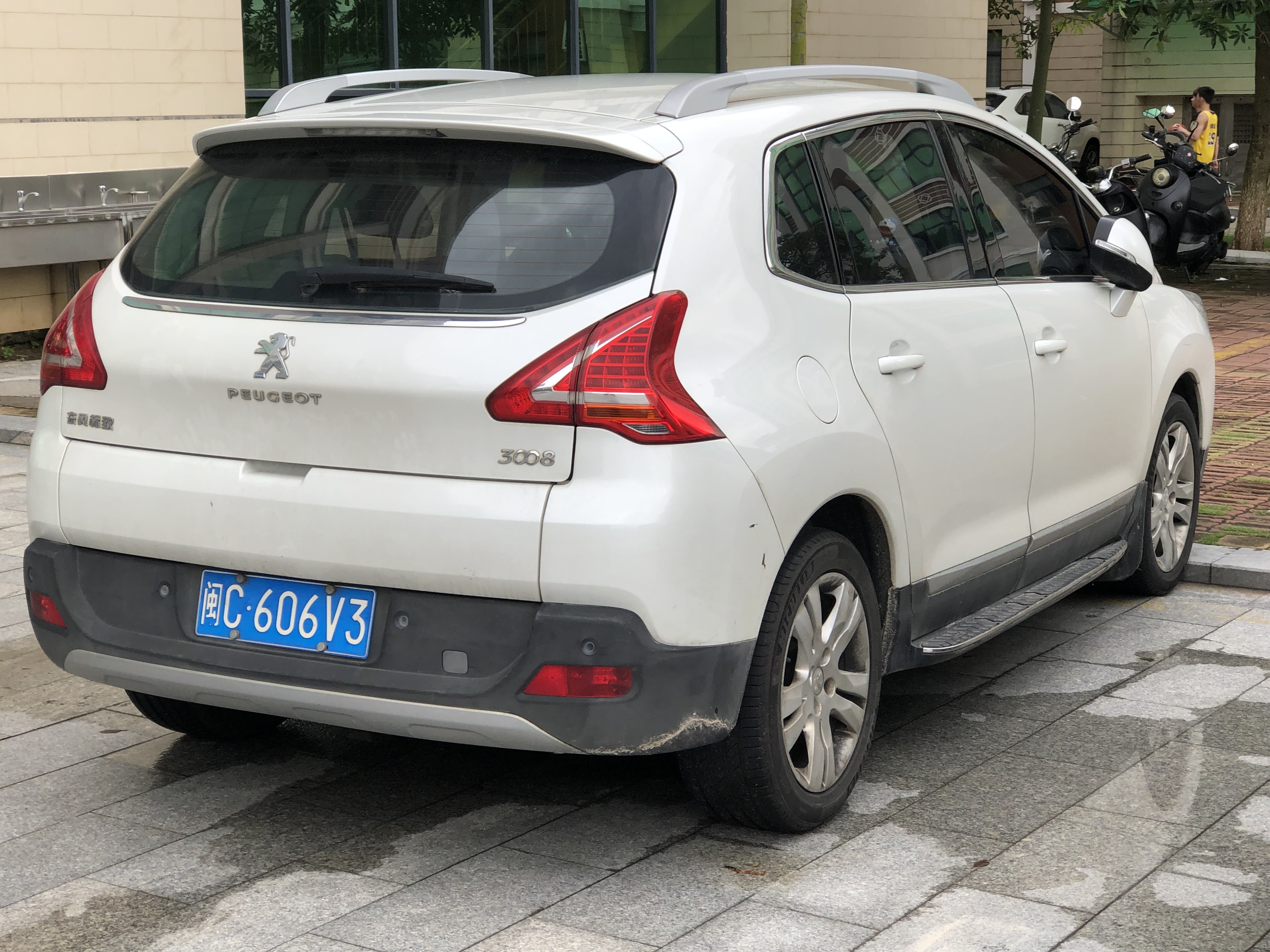
Peugeot 3008 I phase 2 (Chine)
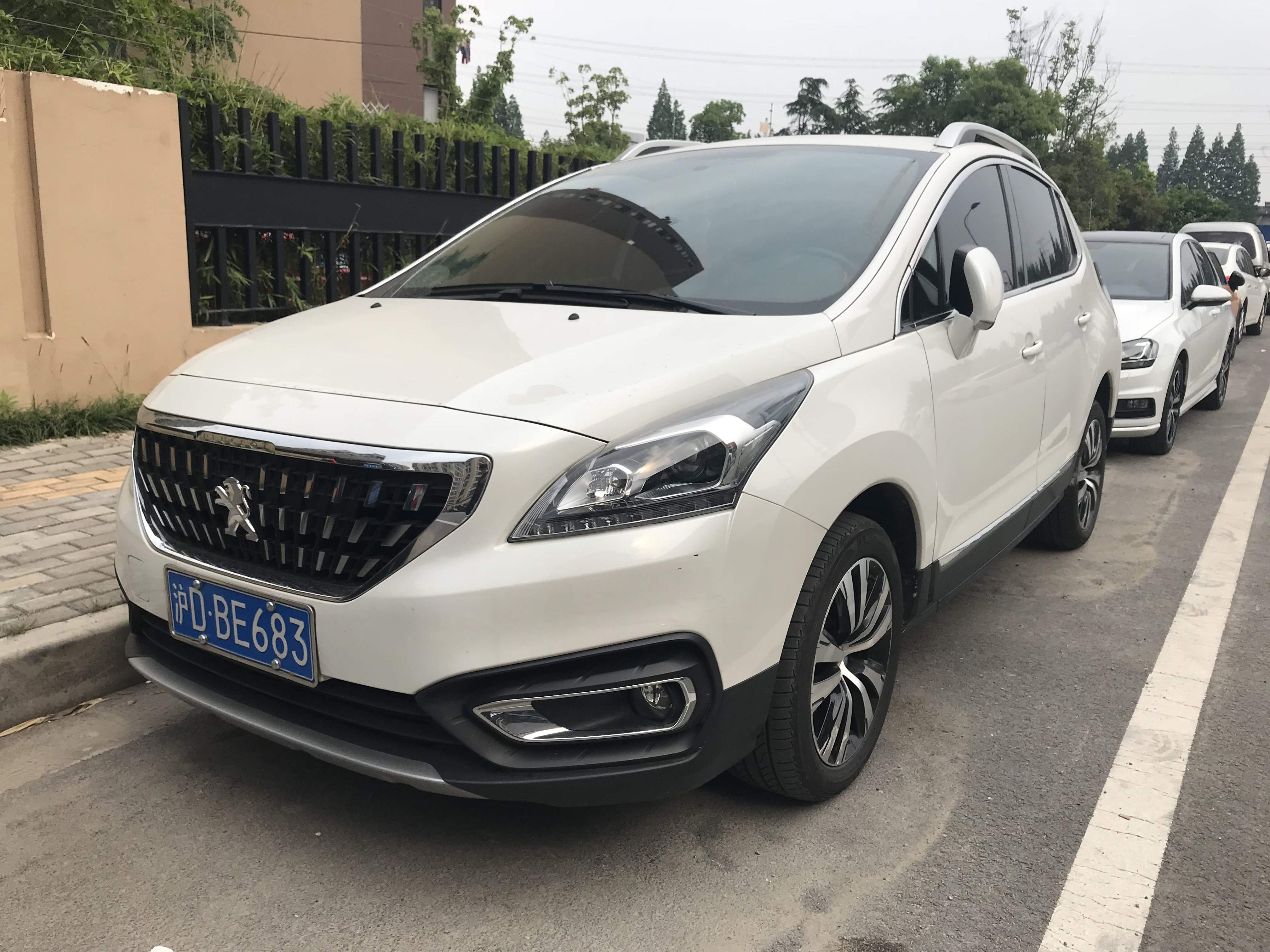
Peugeot 3008 I phase 3 (Chine)
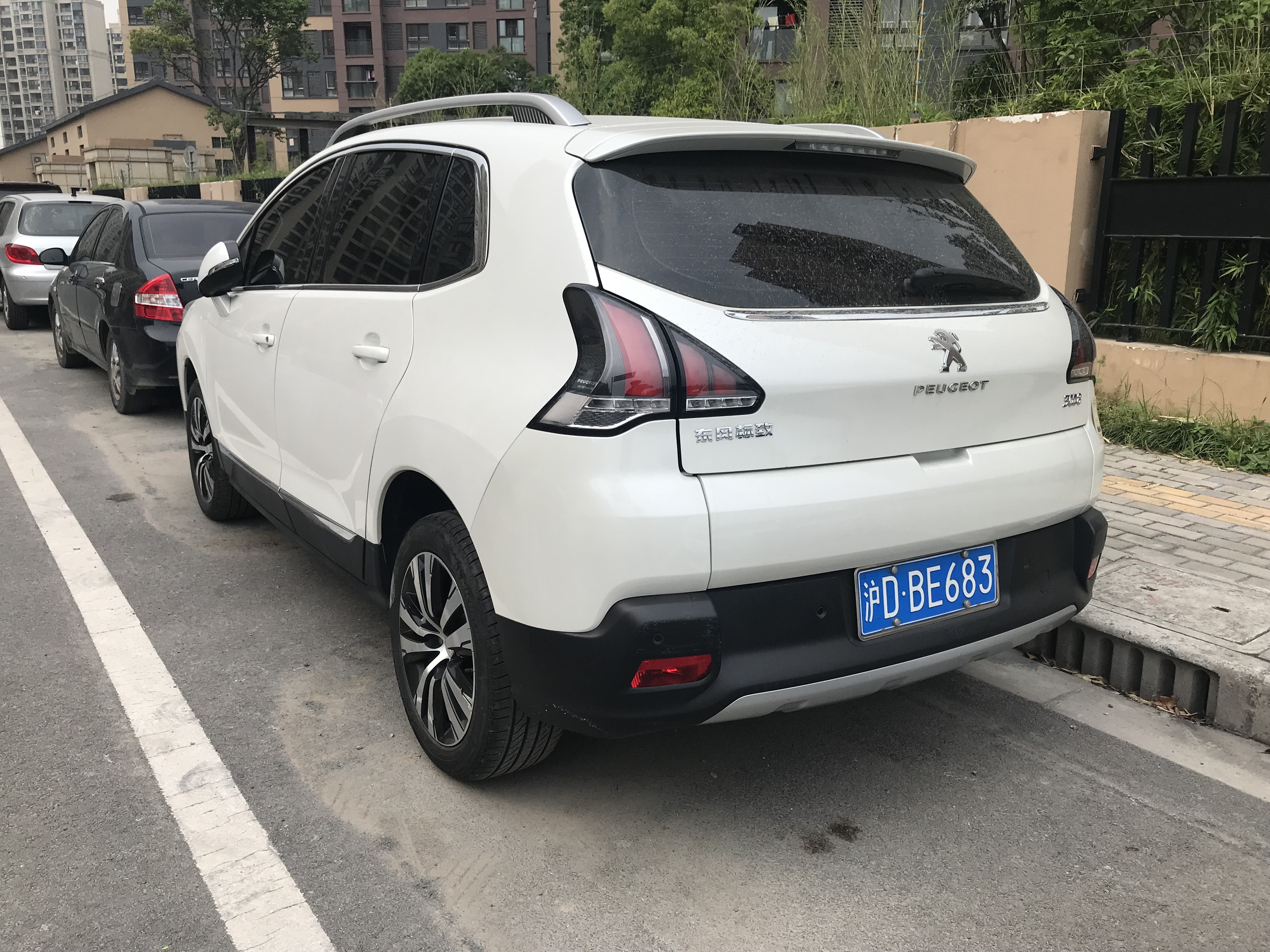
Peugeot 3008 I phase 3 (Chine)

## Ventes
En France au troisième trimestre de 2010, 10 848 Peugeot 3008 sont sorties des chaînes de Sochaux, ce qui fait d'elle la 3e Peugeot la plus vendue en France pendant cette période après la Peugeot 308 (12 884 véhicules) et la Peugeot 207 (24 483 véhicules). La 3008 a d'ailleurs dépassé les objectifs initiaux de production, ce qui fait d'elle un succès commercial. En 2014, environ 37 970 exemplaires ont été vendus en France dont environ 4 000 versions hybrides.

### Ventes en Chine
| Année | Chine  |
| ----- | ------ |
| 2013  | 52 318 |
| 2014  | 67 791 |
| 2015  | 67 501 |
| 2016  | 44 293 |
| 2017  | 18 585 |
| 2018  | 3 719  |
| 2019  | 2 634  |

## Seconde génération (2016-)
Le Peugeot 3008 seconde génération est dévoilé officiellement le 23 mai 2016 avant d'être commercialisé en fin d'année 2016.